# ظهرة سنان (القفر)

تعديل مصدري - تعديل

ظهرة سنان محلة تابعة لقرية الرزع، التابعة لعزلة حمير بمديرية القفر إحدى مديريات محافظة إب في الجمهورية اليمنية، بلغ تعداد سكانها 36 حسب تعداد اليمن لعام 2004.